# Польща на зимових Олімпійських іграх 1968
Польща на зимових Олімпійських іграх 1968 року, які проходили у французькому місті Гренобль, була представлена 31 спортсменом (23 чоловіками та 8 жінками) у 7 видах спорту. Прапороносцем на церемонії відкриття Олімпійських ігор був біатлоніст Станіслав Щепаняк. Польські спортсмени не здобули жодної медалі.

## Біатлон
| Дисципліна                           | Спортсмен                                                   | Час          | Промахів | Відкоректований час | Місце |
| ------------------------------------ | ----------------------------------------------------------- | ------------ | -------- | ------------------- | ----- |
| 20 км, індивідуальна гонка, чоловіки | Юзеф Гонсеніца Собчак                                       | не фінішував | –        | не фінішував        | –     |
| 20 км, індивідуальна гонка, чоловіки | Юзеф Стопка                                                 | 1.22:17.7    | 12       | 1'34:17.7           | 48    |
| 20 км, індивідуальна гонка, чоловіки | Станіслав Лукащик                                           | 1'16:28.1    | 4        | 1'20:28.1           | 8     |
| 20 км, індивідуальна гонка, чоловіки | Станіслав Щепаняк                                           | 1'17:56.8    | 1        | 1'18:56.8           | 4     |
| естафета, чоловіки                   | Юзеф Рузак Анджей Федор Станіслав Лукащик Станіслав Щепаняк | 2'20:19.6    | 4        |                     | 4     |

## Гірськолижний спорт
| Спортсмен      | Змагання                     | Фінал   | Фінал   | Фінал   | Фінал |
| Спортсмен      | Змагання                     | Спуск 1 | Спуск 2 | Разом   | Місце |
| -------------- | ---------------------------- | ------- | ------- | ------- | ----- |
| Анджей Бахледа | швидкісний спуск, чоловіки   |         |         | 2:05.48 | 26    |
| Анджей Бахледа | гігантський слалом, чоловіки | 1:51.79 | 1:54.17 | 3:45.96 | 37    |
| Анджей Бахледа | слалом, чоловіки             | 49.88   | 50.73   | 1:40.61 | 6     |
| Ришард Цвікла  | швидкісний спуск, чоловіки   |         |         | 2:10.63 | 48    |
| Ришард Цвікла  | гігантський слалом, чоловіки | 1:51.79 | 1:54.17 | 3:45.96 | 37    |
| Ришард Цвікла  | слалом, чоловіки             | 53.69   | 53.11   | 1:46.80 | 21    |

## Лижне двоборство
| Спортсмен              | Змагання                                 | Стрибок з трампліну | Стрибок з трампліну | Стрибок з трампліну | Стрибок з трампліну | Лижна гонка | Лижна гонка | Лижна гонка | Разом  | Разом |
| Спортсмен              | Змагання                                 | Дистанція 1         | Дистанція 2         | Бали                | Місце               | Час         | Бали        | Місце       | Бали   | Місце |
| ---------------------- | ---------------------------------------- | ------------------- | ------------------- | ------------------- | ------------------- | ----------- | ----------- | ----------- | ------ | ----- |
| Ян Кавулок             | індивідуальний нормальний трамплін/15 км | 70.0                | 70.5                | 200.4               | 18                  | 52:32.7     | 187.51      | 25          | 387.91 | 20    |
| Юзеф Гонсеніца Даніель | індивідуальний нормальний трамплін/15 км | 72.0                | 68.0                | 203.8               | 16                  | 51:10.1     | 203.96      | 18          | 407.76 | 15    |
| Ервін Федор            | індивідуальний нормальний трамплін/15 км | 74.0                | 74.0                | 234.3               | 3                   | 54:48.7     | 161.63      | 36          | 395.93 | 18    |
| Юзеф Гонсеніца         | індивідуальний нормальний трамплін/15 км | 72.5                | 71.5                | 217.7               | 8                   | 50:34.5     | 211.08      | 11          | 428.78 | 6     |

## Лижні перегони
| Дисципліна                | Спорстмени                                           | Дистанція | Дистанція |
| Дисципліна                | Спорстмени                                           | Час       | Місце     |
| ------------------------- | ---------------------------------------------------- | --------- | --------- |
| 15 км, чоловіки           | Юзеф Рисула                                          | 50:38.5   | 21        |
| 50 км, чоловіки           | Юзеф Рисула                                          | 2'35:30.9 | 21        |
| 5 км, жінки               | Анна Генбала-Дурай                                   | 18:02.7   | 26        |
| 5 км, жінки               | Юзефа Чернявська-Пекса                               | 17:56.5   | 23        |
| 5 км, жінки               | Вероніка Будни                                       | 17:38.2   | 19        |
| 5 км, жінки               | Стефанія Бегун                                       | 17:03.4   | 9         |
| 10 км, жінки              | Анна Генбала-Дурай                                   | 43:23.8   | 30        |
| 10 км, жінки              | Юзефа Чернявська-Пекса                               | 40:59.9   | 25        |
| 10 км, жінки              | Вероніка Будни                                       | 40:09.4   | 21        |
| 10 км, жінки              | Стефанія Бегун                                       | 39:55.4   | 19        |
| 3 × 5 км, естафета, жінки | Вероніка Будни Юзефа Чернявська-Пекса Стефанія Бегун | 59:04.7   | 5         |

## Санний спорт
| Дисципліни        | Спортсмени                   | Спуск 1 | Спуск 1 | Спуск 2 | Спуск 2 | Спуск 3 | Спуск 3 | Разом   | Разом |
| Дисципліни        | Спортсмени                   | Час     | Місце   | Час     | Місце   | Час     | Місце   | Час     | Місце |
| ----------------- | ---------------------------- | ------- | ------- | ------- | ------- | ------- | ------- | ------- | ----- |
| Одинаки, чоловіки | Люц'ян Кудзя                 | 59.27   | 26      | 58.46   | 10      | 58.18   | 8       | 2:55.91 | 13    |
| Одинаки, чоловіки | Тадеуш Радван                | 59.03   | 21      | 59.01   | 15      | 59.19   | 22      | 2:57.23 | 22    |
| Одинаки, чоловіки | Єжи Войнар                   | 58.16   | 12      | 58.38   | 8       | 58.08   | 7       | 2:54.62 | 8     |
| Одинаки, чоловіки | Збігнєв Гавьор               | 57.55   | 4       | 58.35   | 6       | 57.61   | 3       | 2:53.51 | 4     |
| Двійки, чоловіки  | Збігнєв Гавьор Ришард Гавьор | 49.01   | 7       | 48.84   | 4       |         |         | 1:37.85 | 6     |
| Двійки, чоловіки  | Люц'ян Кудзя Станіслав Пачка | 49.09   | 9       | 49.08   | 7       |         |         | 1:38.17 | 9     |
| Одинаки, жінки    | Анна Монка                   | 49.69   | 8       | 50.05   | 6       | 50.66   | 6       | 2:30.40 | 7     |
| Одинаки, жінки    | Ягвіга Дамсе                 | 49.64   | 6       | 50.43   | 11      | 50.08   | 1       | 2:30.15 | 5     |
| Одинаки, жінки    | Гелена Махер                 | 49.55   | 5       | 50.02   | 5       | 50.48   | 4       | 2:30.05 | 4     |

## Стрибки з трапліна
| Спортсмен    | Дисципліна          | Стрибок 1 | Стрибок 1 | Стрибок 2 | Стрибок 2 | Разом | Разом |
| Спортсмен    | Дисципліна          | Відстань  | Бали      | Відстань  | Бали      | Бали  | Місце |
| ------------ | ------------------- | --------- | --------- | --------- | --------- | ----- | ----- |
| Юзеф Коц'ян  | нормальний трамплін | 72.5      | 95.3      | 71.0      | 96.9      | 189.0 | 35    |
| Юзеф Пжибила | нормальний трамплін | 72.5      | 96.8      | 69.0      | 93.7      | 193.7 | 27    |
| Ришард Вітке | нормальний трамплін | 73.5      | 101.9     | 68.5      | 88.4      | 190.3 | 32    |
| Ервін Федор  | нормальний трамплін | 74.5      | 102.5     | 67.5      | 89.3      | 191.8 | 30    |
| Юзеф Коц'ян  | великий трамплін    | 80.0      | 72.4      | 90.5      | 93.1      | 159.0 | 45    |
| Ришард Вітке | великий трамплін    | 88.5      | 89.8      | 88.0      | 89.6      | 179.4 | 31    |
| Ервін Федор  | великий трамплін    | 92.0      | 96.2      | 84.0      | 83.5      | 179.7 | 30    |
| Юзеф Пжибила | великий трамплін    | 98.0      | 106.1     | 88.0      | 86.6      | 199.2 | 14    |

## Фігурне катання
| Спортсмени                  | Дисципліна    | SP | FS | Разом | Разом |
| Спортсмени                  | Дисципліна    | SP | FS | Бали  | Місце |
| --------------------------- | ------------- | -- | -- | ----- | ----- |
| Яніна Поремська Пйотр Сципа | Парне катання | 15 | 13 | 272.2 | 15    |

Key: FS = Free Skate, SP = Short Program